# Спецподразделение «Стрелы»
Спецподразделение «Стрелы», «Флешас» (порт. Flechas) — спецподразделение политической полиции Португалии (ПИДЕ), которое было создано Португалией в своих колониях для борьбы с партизанско-повстанческим антиколониальным движением во время Португальской колониальной войны.

## История создания
Португалия была последней европейской страной, сохранившей обширные колонии вплоть до середины 70-х годов XX века, но и на этих территориях начинается антиколониальное партизанское движение, активно поддерживаемое СССР и Кубой. Для противодействия партизанам на территориях колоний (в Анголе и Мозамбике) в 1960-е годы в каждом военном округе были организованы специальные противоповстанческие отряды (Tropas de intervenção — «Тропаш де интервенсау»), куда набирали в основном охотников и следопытов (в том числе и местных чернокожих жителей), хорошо знакомых с местностью, и кадровых военных, прослуживших в армии до этого не менее полугода. Для проведения крупных спецопераций имелись также подразделения коммандос центрального подчинения и парашютисты-десантники.
В начале 1970-х годов для более эффективной борьбы с повстанцами субинспектором ПИДЕ (в 1969 году переименована в DGS) Оскаром Кардозо было сформировано спецподразделение «Стрелы». В отличие от прочих подразделений, в задачу «Стрел» входило внедрение в партизанские отряды, вскрытие подполья, уничтожение руководства освободительного движения, нанесение точечных ударов, работа с агентурой. В 1974 году на территории метрополии произошла т. н. «Революция гвоздик» осуществившая бескровный переворот, в результате чего прекращена колониальная война, португальские войска выведены, генералом Каулза ди Арриага «Стрелы» были распущены. Опыт спецподразделения «Стрелы» по борьбе с партизанами впоследствии был использован батальоном «Малайские скауты» службы «САС» Великобритании и 32-м батальоном спецназа ЮАР «Буффало», в составе которых было много бывших служащих спецназа Португалии. Кроме того, методы ведения войны, применявшиеся спецподразделением «Стрелы», были успешно заимствованы спецподразделением вооружённых сил Родезии «Скауты Селуса».

## Состав, экипировка и вооружение
Спецподразделение делилось на группы примерно по 30 человек, куда входили спецагенты самой ПИДЕ, наиболее опытные из коммандос и перевербованные чернокожие повстанцы, показавшие свою преданность. Униформа и вооружение «Стрел» была такой же, как у военнослужащих португальской армии, единственным отличием были форменные береты камуфлированной расцветки. Часто «Стрелы» использовали трофейное оружие, а также луки и копья.